# العلاقات الآيسلندية النيوزيلندية
العلاقات الآيسلندية النيوزيلندية هي العلاقات الثنائية التي تجمع بين آيسلندا ونيوزيلندا.

## مقارنة بين البلدين
هذه مقارنة عامة ومرجعية للدولتين:
| وجه المقارنة                                              | آيسلندا          | نيوزيلندا                                              |
| --------------------------------------------------------- | ---------------- | ------------------------------------------------------ |
| المساحة (كم2)                                             | 103.00 ألف       | 268.02 ألف                                             |
| عدد السكان (نسمة)                                         | 317.35 ألف       | 4.24 مليون                                             |
| الكثافة السكانية (ن./كم²)                                 | 3.08             | 15.82                                                  |
| العاصمة                                                   | ريكيافيك         | ويلينغتون، أوكلاند                                     |
| اللغة الرسمية                                             | اللغة الآيسلندية | لغة إنجليزية، اللغة الماورية، لغة الإشارة النيوزيلندية |
| العملة                                                    | كرونة آيسلندية   | دولار نيوزيلندي، الجنيه النيوزيلندي                    |
| الناتج المحلي الإجمالي (بليون دولار)                      | 23.91 مليار      | 205.85 مليار                                           |
| الناتج المحلي الإجمالي (تعادل القوة الشرائية) بليون دولار | 15.79 مليار      |                                                        |
| الناتج المحلي الإجمالي الاسمي للفرد دولار أمريكي          | 50.17 ألف        |                                                        |
| الناتج المحلي الإجمالي للفرد دولار أمريكي                 | 46.55 ألف        |                                                        |
| مؤشر التنمية البشرية                                      | 0.899            | 0.914                                                  |
| رمز المكالمات الدولي                                      | +354             | +64                                                    |
| رمز الإنترنت                                              | .is              | .nz                                                    |
| المنطقة الزمنية                                           | 00، أوروبا/لندن ‏ | ت ع م+13:00، ت ع م+12:00                               |

## منظمات دولية مشتركة
يشترك البلدان في عضوية مجموعة من المنظمات الدولية، منها:
| علم المنظمة | اسم المنظمة                               | تاريخ انضمام آيسلندا | تاريخ انضمام نيوزيلندا |
| ----------- | ----------------------------------------- | -------------------- | ---------------------- |
|             | وكالة ضمان الاستثمار متعدد الأطراف        | 25 سبتمبر 1998       | 22 أبريل 2008          |
|             | منظمة التعاون الاقتصادي والتنمية          | ?                    | ?                      |
|             | الأمم المتحدة                             | 19 نوفمبر 1946       | 24 أكتوبر 1945         |
|             | الفريق المعني برصد الأرض                  | ?                    | ?                      |
|             | منظمة حظر الأسلحة الكيميائية              | ?                    | ?                      |
|             | منظمة التجارة العالمية                    | ?                    | ?                      |
|             | منظمة الشرطة الجنائية الدولية             | ?                    | ?                      |
|             | مؤسسة التنمية الدولية                     | 19 مايو 1961         | 1 أكتوبر 1974          |
|             | نظام تحكم تكنولوجيا القذائف               | 1993                 | 1991                   |
|             | يونسكو                                    | 8 يونيو 1964         | 4 نوفمبر 1946          |
|             | الاتحاد البريدي العالمي                   | ?                    | ?                      |
|             | البنك الدولي للإنشاء والتعمير             | 27 ديسمبر 1945       | 31 أغسطس 1961          |
|             | المنظمة الهيدروغرافية الدولية             | ?                    | ?                      |
|             | الاتحاد الدولي للاتصالات                  | 1 أكتوبر 1906        | 3 يونيو 1878           |
|             | مؤسسة التمويل الدولية                     | 20 يوليو 1956        | 31 أغسطس 1961          |
|             | المركز الدولي لتسوية المنازعات الاستشارية | 14 أكتوبر 1966       | 2 مايو 1980            |
|             | مجموعة أستراليا                           | 1993                 | 1985                   |
|             | مجموعة الموردين النوويين                  | ?                    | ?                      |

## وصلات خارجية
- موقع وزارة الخارجية الآيسلندية
- موقع وزارة الخارجية النيوزيلندية